# Oyggjatíðindi
Oyggjatíðindi (svenska: Ötidningen) var en färöisk tidning. Det första numret kom ut den 25 november 1977, och det sista numret kom ut den 8 september 2011. Tidningen fortsatte att lägga upp nyheter på sin hemsida fram till 2022, och upplöstes som bolag under juni 2024. Tidningen var politiskt obunden och kom ut en gång per vecka.

## Chefredaktörer
- 1977–1978 Arni S. F. Joensen
- 1978 (maj till december) Sigmund Poulsen
- 1978–1982 Lasse Klein
- 1982–upplösning Dan Klein